# Barrage de Darlık
Le barrage de Darlık est un barrage de Turquie. La rivière de Darlık Deresi va se jeter dans la mer Noire dans la partie asiatique de la province d'İstanbul

## Sources
- (en) « Darlık Dam », sur Agence gouvernementale turque des travaux hydrauliques (DSİ)